# Hotchkiss Anthéor
La Anthéor era un'autovettura di fascia alta prodotta dal 1950 al 1954 dalla Casa automobilistica franco-statunitense Hotchkiss.

## Breve profilo
La Anthéor altro non era che la versione cabriolet della Anjou: presentata e lanciata in contemporanea a quest'ultima, la Anthéor conservava gran parte delle forme della versione chiusa, ma per disegnarne le linee ci si affidò al designer francese Henri Chapron, ed anche lo stesso assemblaggio fu affidato ai suoi stabilimenti. La Anthèor era disponibile in due varianti di passo: 2.92 e 3.09 m, ed era inoltre disponibile come l'Anjou in due motorizzazioni: la più piccola era lo storico 4 cilindri in linea da 2312 cm³ in grado di erogare 72 CV di potenza massima. La motorizzazione maggiore era l'altrettanto storico 6 cilindri in linea da 3485 cm³ e da 125 CV a 4000 giri/min.

La trazione era posteriore ed il cambio era manuale a 4 marce.

La velocità massima era di 140 km/h.

La Anthèor era fortemente penalizzata da un prezzo di listino troppo alto, per niente concorrenziale, pertanto fu prodotta in circa 40 esemplari solamente. Fu tolta di produzione nel 1954 e fu uno degli ultimi modelli di autovettura prodotti dalla Hotchkiss, assieme alla Anjou e alla Grégoire. Dopo l'acquisizione della Delahaye, la Casa franco-statunitense si convertì del tutto alla produzione di autocarri, fuoristrada e mezzi militari.